# غلامحسین بروجردی
غلامحسین بروجردی فرزند علی اکبر در سدهُ ۱۴ قمری در شهربروجرد به دنیا آمد. تحصیلات خود را در زادگاهش آغاز و
سپس راهی قم شد. بعد از آن به تهران وارد و در مدرسه شیخ هادی ساکن گردید و از عالمان آن روزگار، استفاده برد. بعد از آن خود به تدریس پرداخت.

## تعریف شاگردان از وی
از جمله شاگردان ایشان علی‌اکبر دهخدا بود. دهخدا دانش خود را مدیون شیخ غلامحسین بروجردی می‌دانست. و می‌گفت: دروس قدیمه از علم صرف گرفته تا اصول فقه و کلام و حکمت را
بمدت ۱۰ سال از صبح تا شام نزد استاد غلامحسین بروجردی فراگرفتم.

## آثار علمی
تصحیح چند کتاب: النفلیلهُ شهید اول، در نوافل که در سال ۱۳۰۸ ق در تهران به چاپ رسید.
تذکرة الفقهاء ؛ مختلف الشیعه علامه حلی که در سال ۱۳۲۳ و ۱۳۲۴ ق در تهران به چاپ رسید.